# Irving Baxter
Irving Knot Baxter, född 25 mars 1876, död 13 juni 1957, var en amerikansk friidrottare som tävlade i hoppgrenar.
Baxter blev dubbel olympisk mästare 1900 i vid sommar-OS i Paris. Här vann han både höjd- och stavhopp. I höjd blev segerresultatet 1,90 och i stav 3,30. Han kom dessutom på andra plats i tre grenar i samma mästerskap, nämligen stående längdhopp, stående höjdhopp og stående tresteg. Vid alla dessa tillfällen tog landsmannen Ray Ewry hem guldmedaljen.